# Butterfly (러브홀릭스의 노래)
《Butterfly》(버터플라이, 나비)는 러브홀릭스가 2008년 12월 11일에 발매한 디지털 싱글이다. 보컬이었던 구성원 지선이 탈퇴하고 그룹 이름을 러브홀릭스로 바꾸고 나온 첫 음반이며, 플럭서스 뮤직에 소속된 가수(박기영)가 보컬로 참가했다.
또, 2009년엔 영화 《국가대표》의 OST로 사용됐다.

## 수록곡
1. Butterfly
  - 노래: 크리스티나, 이승열, 호란, 박기영, 웨일, 정순용(마이앤트메리), 미키, 혜원, 장은아, 알렉스

## 수록된 음반
- 국가대표 OST (2010년)
2. Butterfly
- In The Air (2009년)
10. Butterfly

## 평론가 평가
- 이즘  링크 보관됨 2016-12-20 - 웨이백 머신